# Aldobrandino Orsini (arcivescovo)

Stemma Orsini di Pitigliano.

Aldobrandino Orsini (... – Morlupo, settembre 1527) è stato un arcivescovo cattolico italiano e conte di Nola.

## Biografia
Era figlio del famoso condottiero Nicolò Orsini, conte di Pitigliano e Nola, e di Elena Conti (?-1504).
Nel 1490 papa Innocenzo VIII lo nominò scrittore delle lettere apostoliche. Fu priore della chiesa di Sant'Agnese in Agone in Roma e nel 1499 abate commendatario del monastero di san Lorenzo di Aversa. Nominato nel 1502 arcivescovo di Nicosa, rinunciò alla carica nel 1524 e venne eletto da papa Clemente VII canonico della basilica di San Pietro a Roma. Entrò in collera col padre a causa della nascita di diversi figli naturali, vietando che portassero il cognome degli Orsini. Aldobrandino fece dono al nipote Gianfrancesco di numerose proprietà che il padre Niccolò aveva lasciato nel 1507, tra le quali i castelli di Fiano e Morlupo. Nel 1511 fu uno dei tre esponenti della famiglia che firmarono la pace con la famiglia Colonna, fortemente voluta da papa Giulio II. Nel suo testamento nominò erede dei suoi beni il nipote Arrigo (?-1528), figlio di Gentile, conte di Nola.
Morì a Morlupo nel 1527 e venne sepolto a Roma nella cappella Orsini, da lui fondata nel 1521, della chiesa della Trinità dei Monti.

## Discendenza
Aldobrandino ebbe sei figli naturali, alcuni dei quali avuti da Ambrosina Pironi:
- Chiappino (?-1567), governatore di Todi;
- Scipione;
- Luigi;
- Nicola;
- Cesare;
- Elena (?-1585), sposò Paolo Cardelli e Tancredi Ranieri.

Tutti i figli passarono sotto tutela del nipote Arrigo e dopo la morte di questi nel 1528 subentrò il fratello Ludovico.